# (20141) Markidger
(20141) Markidger est un astéroïde de la ceinture principale.

## Description
(20141) Markidger est un astéroïde de la ceinture principale. Il fut découvert le 13 septembre 1996 à Costitx par Manuel Blasco. Il présente une orbite caractérisée par un demi-grand axe de 2,26 UA, une excentricité de 0,18 et une inclinaison de 7,1° par rapport à l'écliptique.

## Compléments